# Zwetok na kamne
Zwetok na kamne (russisch Цветок на камне) ist ein sowjetisches Filmdrama aus dem Jahr 1962 von Sergei Paradschanow.

## Handlung
Im Donbass wird unter der Leitung der Komsomol eine neue Bergmannsgemeinde gegründet. Zur gleichen Zeit schickt ein Mitglied einer Pfingstbewegungssekte seine Tochter Christina in diese Region, wo sie neue Gläubige anwerben soll.
Eines der Komsomol-Mitglieder, Arsen Sagorny, verliebt sich in Christina, was zu Konfrontationen zwischen Sagorny und Sabroda, dem Anführer der örtlichen Pfingstbewegungssekte führt. Christina ist zwischen der Liebe zu Sagorny und der Loyalität zu ihrer Sekte hin- und hergerissen.
Währenddessen verliebt sich Grigori Griwa, ein junger Mann, der als Rowdy und Trinker bekannt ist, in die junge Organisatorin des Komsomol, Ljuda. Diese weist ihn zunächst ab, doch unter der Leitung von Pawel Wartschenko, dem weisen und geduldigen Direktor des Bergwerks, erlernt Grigori feinere Talente wie die Poesie und das Musizieren, wodurch sich Ljudas Meinung über ihn ändert.

## Hintergrund
Der ursprüngliche Titel des Films lautete „Так никто не любил“ (= So hat noch nie jemand geliebt) und wurde unter der Leitung von Regisseur Anatolyj Slessarenko produziert. Nachdem der Großteil der Dreharbeiten abgeschlossen war, starb die Hauptdarstellerin Inna Burdutschenko am 15. August 1960 während des Drehs einer Szene, in der sie in eine brennende Hütte rannte und sich dabei schwere Verbrennungen zuzog. Slessarenko wurde vom Obersten Gericht der Ukrainischen Sowjetrepublik zu fünf Jahren Gefängnis verurteilt und von da an übernahmen die Kiewer Dowschenko-Filmstudios unter der Regie von Sergei Paradschanow die Produktion. Slessarenkos Name wurde nicht in den Credits des Films erwähnt.

## Veröffentlichung
Die Kinopremiere des Films fand am 1. September 1962 in Kiew statt. Die regulären Kinoaufführungen begannen ab dem 24. Januar 1963. Der Film hatte insgesamt 5,2 Millionen Kinozuschauer.

## Rezeption
Zwetok na kamne war Paradschanows bis dahin am schlechtesten bewerteter Film. Der Filmkritiker Yuri Martynenko kritisierte die „unüberzeugende“ Charakterpsychologie des Films und die Darstellung der fundamentalistischen Sekte. James Steffen, ein Historiker für sowjetisches Kino an der Emory University, bezeichnete die Handlung des Films als „offen propagandistisch“ und „antireligiös“.